# Вінісіус Сілвестре
Вінісіус Сілвестре да Коста (порт. Vinicius Silvestre da Costa 28 березня 1994, Гуарульюс, штат Сан-Паулу) — бразильський футболіст, воротар клубу «Палмейрас».

## Біографія
Вихованець школи «Палмейраса». В основному складі «зелених» дебютував 29 жовтня 2016 року в гостьовому матчі чемпіонату Бразилії проти «Сантоса». Воротар вийшов в стартовому складі, а його команда поступилася з рахунком 0:1. Станом на 2021 рік ця гра залишається єдиною, проведеною за «Палмейрас».
На початку 2018 року Вінісіус, який нещодавно переніс травму, був відданий в оренду в «Понте-Прету». Він зіграв лише в одному матчі за «макак» — в гостьовій зустрічі чемпіонату штату проти «Ферровіарії» (Араракуара) 18 березня 2018 року, який його команда виграла з рахунком 2:0.
У 2019 Сілвестре на правах оренди грав в Серії B за КРБ. Він дебютував за команду з Масейо 7 серпня в гостьовому матчі проти «Атлетіко Гояніенсе». КРБ виграв з рахунком 1: 0 .
У 2020 році повернувся в «Палмейрас» і регулярно потрапляв в заявку на матчі. У розіграші Кубка Лібертадорес 2020 Вінісіус був запасним воротарем в семи матчах, але на поле не виходив — всі ігри в турнірі провів Вевертон . У підсумку «Палмейрас» виграв трофей. На початку лютого 2021 року Сілвестр потрапив в заявку «Палмейраса» на Клубний чемпіонат світу 2020, де теж був запасним воротарем, посівши з командою 4 місце.

## Досягнення
- Віце-чемпіон Бразилії (1): 2017
- Володар Кубка Лібертадорес (1): 2020
- Володар Кубка Бразилії (1): 2020